# Wikipédia en wu
Wikipédia en wu (en wu : 吴语维基百科) est l’édition de Wikipédia en wu, langue chinoise parlée dans certaines province de Chine. L'édition est lancée officieusement en février 2002 mais a priori officiellement le 23 décembre 2006,. Son code est : wuu.
Au 21 mars 2025, l'édition en wu contient 45 128 articles et compte 117 194 contributeurs, dont 71 contributeurs actifs et 2 administrateurs.

## Présentation

Aire de diffusion des langues chinoises.
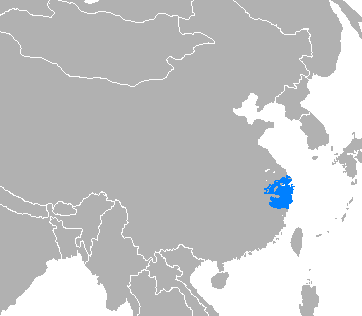
Aire de diffusion du wu.

## Statistiques
- En décembre 2010, l'édition en wu compte 2 800 articles et 13 700 utilisateurs enregistrés.
- Le 7 novembre 2022, elle contient 42 594 articles et compte 79 951 contributeurs, dont 38 contributeurs actifs et 4 administrateurs.
- Le 11 septembre 2024, elle contient 44 100 articles et compte 106 660 contributeurs, dont 64 contributeurs actifs et 4 administrateurs.